# 1387 Kama
Az 1387 Kama (ideiglenes jelöléssel 1935 QD) a Naprendszer kisbolygóövében található aszteroida. Pelageja Sajn fedezte fel 1935. augusztus 27-én.